# Edgar Degas (rose)
'Edgar Degas' (syn. commercial ‘DELstrorange’, ‘Deltrisang’) est un cultivar de rosier hybride de thé remontant commercialisé par la maison Delbard en 1997 et issu en 1994 d'un sport du cultivar 'Henri Matisse', obtenu par Guy Delbard. 

## Description
'Edgar Degas' a la forme d'un buisson aux branches compactes de 60 à 80 cm de hauteur avec des fleurs parfumées de citron de 40 à 48 pétales panachées de couleur rose et de couleur carmin (avec des rayures jaunes au cœur), rappelant la forme et le parfum des roses anciennes. Elle résiste au froid dans les zones 6b à 9b. Sa floraison a lieu de mai à l'automne.
Elle est idéale pour la culture en jardin et pour les fleurs coupées. On peut l'admirer dans de nombreuses roseraies, comme la roseraie littéraire de Talence ou l'Europa-Rosarium de Sangerhausen en Allemagne.

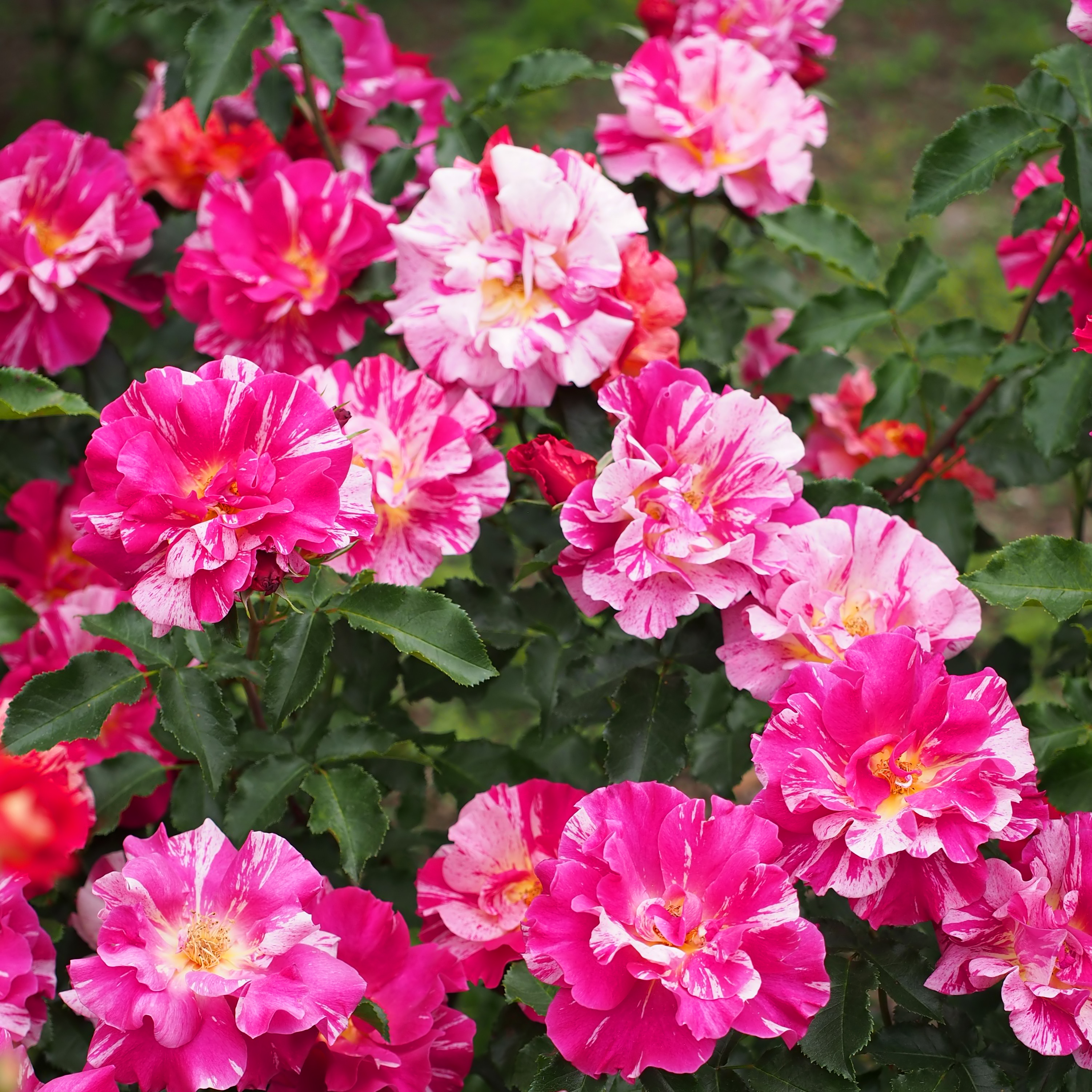
‘Edgar Degas’ en pleine floraison.

## Nom
Cette rose a été baptisée par Guy Delbard en hommage au peintre français Edgar Degas dans la série des « roses de peintres »,.